# Artis Kampars
Artis Kampars (Tukums, 3 de maig de 1967) és un polític i home de negocis letó, que fou Ministre d'Economia de Letònia. Kampars era membre del Partit de la Nova Era, posteriorment fusionat amb d'altres per crear el partit Unitat.
Kampars va ser elegit diputat del Saeima el 2002, fou reelegit quatre anys més tard, i va acabar el seu mandat quan fou nomenat Ministre el 2009. Va fer de Ministre d'Economia de Letònia durant els dos primers governs de Letònia liderats pel Primer Ministre Valdis Dombrovskis.